# Iwanowka (Mordwinien, Romodanowski)
Iwanowka (russisch Ивановка) ist eine Derewnja (Dorf) in der russischen Republik Mordwinien. Der Ort gehört zur Landgemeinde Konstantinowskoje selskoje posselenije im Romodanowski rajon.

## Geographie
Iwanowka liegt an der Einmündung des Flusses Amorda in den Fluss Insar. Das Rajonzentrum Romodanowo befindet sich sechs Kilometer südwestlich. Der Gemeindesitz Konstantinowka liegt drei Kilometer nordwestlich. In der Nähe befinden sich mehrere Bahnstationen auf den Strecken von Saransk nach Arsamas bzw. nach Kanasch an der Strecke von Moskau nach Kasan.

## Geschichte
Iwanowka ist ein altes russisches Kirchdorf, das schon im 18. Jahrhundert bestand. Es trug zunächst den Namen Iwanowskoje mit dem Beinamen (Derbenki) bzw. (Derbenka). 1888 wurde eine neue Kirche aus Holz erbaut, welche Johannes dem Täufer geweiht war. Es gab auch eine Landschule. Vermutlich mit der Einrichtung der Rajons im Jahr 1928 wurde Iwanowskoje in Iwanowka umbenannt, wobei der Status des Ortes von Selo in Derewnja geändert wurde und der Ort dem im Nachbarort Konstantinowka ansässigen Dorfsowjet unterstellt wurde. In der Sowjetunion wurde die Kirche als Dorfklub benutzt, dann abgetragen und durch ein aus Konstantinowka herbeigeschafftes Gebäude ersetzt.

### Einwohnerentwicklung
| Jahr | Einwohner |
| ---- | --------- |
| 1864 | 548       |
| 1913 | 697       |
| 1926 | 866       |
| 2002 | 155       |
| 2010 | 100       |

Anmerkung: Volkszählungsdaten

## Lokale Traditionen
- Man feiert jährlich das Fest des Schutzheiligen Iwan Postny.
- Bis in die 2010er Jahre wurde beim Dreikönigsfest in den Fluss Amorda ein Eisloch geschlagen (der sogenannte Jordan) und darin gebadet.